# Mario Rönsch
Mario Rönsch (* 1984 in Erfurt) ist ein deutscher Rechtsextremist. Er war bis mindestens 2014 Mitglied der Alternative für Deutschland (AfD), trat ab März 2014 als Redner und Organisator einiger „Mahnwachen für den Frieden“ auf und war bis Mai 2016 Mitarbeiter des rechtsextremen Magazins Compact.
Ab 2014 betrieb Rönsch die deutschsprachige Website Anonymous.Kollektiv, ab Mai 2016 bis März 2018 deren Nachfolgeseite Anonymousnews.ru. Diese verbreiteten rassistische Hetze gegen Geflüchtete, Migranten und Muslime sowie antisemitische Verschwörungstheorien. Er führte zudem den Onlineshop Migrantenschreck (seit Juli 2017 Patriotenshop) für illegale Waffenverkäufe. Dessen Webseite rief zu Schüssen auf Geflüchtete auf mit dem Ziel, sie zu verletzen, und dem Risiko, sie zu töten.
Rönsch wurde nach etlichen Strafanzeigen am 28. März 2018 in Budapest festgenommen, später nach Deutschland ausgeliefert und am 18. Dezember 2018 wegen illegalen Waffenhandels zu einer Haftstrafe von 34 Monaten verurteilt. Am 27. August 2019 verwarf der Bundesgerichtshof Rönschs Revisionsantrag, so dass er die Haft antreten musste. Ein 2016 eingeleitetes weiteres Verfahren gegen ihn wegen Volksverhetzung, Verleumdung und Aufrufen zu Straftaten wurde fortgesetzt.

## Berufe und Vorstrafen
Rönsch ist gelernter Bankkaufmann und verkaufte 2012 als Geschäftsführer der Anbieter Fandealer und Cyburios gegen Gebühr falsche Fan- und Follower-Zuwächse an Firmen. Er war Geschäftsführer der Firma Adfanyo und wurde mehrmals wegen Betrugs, Urkundenfälschung und Insolvenzverschleppung verurteilt.

## Mahnwachenredner und AfD-Mitglied
Am 24. März 2014 trat Rönsch als Schlussredner bei der zweiten „Montagsmahnwache“ in Berlin auf. Er stellte sich als früherer Banker vor, der nun „Vollzeitaktivist“ sei. Er polemisierte unter Beifall seiner Zuhörer gegen angebliche Verbrechen der Banken und der USA, etwa in der Ukraine, und sprach über die Chancen einer kommenden Revolution wie 1989. Zum Schluss kündigte er an, er werde mit dem Mahnwachengründer Lars Mährholz und dem Hauptredner Ken Jebsen eine „breite Öffentlichkeit“ für die Mahnwachen herstellen.
In den Folgemonaten organisierte Rönsch eine konkurrierende Mahnwache in Erfurt. Deren Redner diffamierten Vertreter der Partei Die Linke und der Piratenpartei im bisherigen Organisationsteam als vom Verfassungsschutz gesteuert. Als neuer Leiter jenes Teams lud Rönsch dann demonstrativ den Chefredakteur des Magazins Compact Jürgen Elsässer als Mahnwachenredner ein. Am 26. Mai 2014 traten beide zusammen bei der Erfurter Mahnwache auf.
Bis mindestens August 2014 war Rönsch AfD-Mitglied in Erfurt und hatte Kontakte zur AfD-Fraktion im Thüringer Landtag um Corinna Herold. Im Oktober 2015 befragte die Reporterin Dunja Hayali für das ZDF-Morgenmagazin die Teilnehmer einer Kundgebung mit Björn Höcke, dem Vorsitzenden der AfD Thüringen. Zu Beginn verlangte Rönsch vor laufender Kamera: „Geht nach Hause oder stellt euch mit auf die Straße, ihr Journalisten, aber hört auf, diesen Mist zu berichten!“

## Mitarbeiter und Gesellschafter beiCompact
Ab 2015 arbeitete Rönsch für das islam-, homosexuellen- und fremdenfeindliche Magazin Compact, das Jürgen Elsässer zum Sprachrohr der Neuen Rechten gemacht hatte. Rönsch unterstützte es zunächst als freier Mitarbeiter und wurde später für das Online-Marketing des Magazins verantwortlich.
Im November 2015 forderte Rönsch in einem Compact-Video, Bundeskanzlerin Angela Merkel zu verhaften und ins Gefängnis zu bringen. Er wurde im Video als „unser langjähriger Leser und einer der Initiatoren der bundesweiten Demonstrationen der sogenannten Montagsmahnwachen für den Frieden“ vorgestellt.
Als Gesellschafter des Compact-Magazins erhielt Rönsch von Januar bis November 2016 insgesamt mehr als 110.000 Euro auf sein Konto überwiesen.
Im Mai 2016 besuchten Rönsch und Compact-Verleger Kai Homilius als Gäste der rechtsextremen ungarischen Partei Jobbik das Parlament Ungarns. Obwohl die ungarische Regierungszeitung Magyar Idök darüber berichtet und eine Fotografie der Besucher gezeigt hatte, behaupteten ungarische Behörden bis 2017 Unkenntnis von Rönschs Aufenthalt in Ungarn. In einem Interview mit ihm vom 2. Juni 2016 bezeichnete Homilius ihn als „Friedensaktivisten“, weil er Erfurter Montagsmahnwachen organisiert und Elsässer dazu eingeladen hatte. Rönsch erklärte, er sei seit Januar im Ausland und habe nichts mit den Webseiten Anonymous.kollektiv und Migrantenschreck zu tun. Letztere habe jemand missbräuchlich auf seinen Namen angemeldet. Danach beendete Elsässer jedoch die Zusammenarbeit mit Rönsch, angeblich weil er „jede Form von Gewalt in politischer Auseinandersetzung“ ablehne. Als tatsächlichen Trennungsgrund nahmen Kenner persönliche Konflikte der beiden an.

## Webseitenbetreiber

### „Anonymous.Kollektiv“
Bis 2012 gehörte die deutsche Facebook-Seite Anonymous.kollektiv zur Netzbewegung Anonymous. Dann wechselte sie (nach außen zunächst unbemerkt) den Betreiber, der den Namen der Seite beibehielt und sie mit der Guy-Fawkes-Maske weiterhin als Teil des Anonymous-Netzes ausgab. Anstelle dessen typischer Themen erschienen dort ab 2014 Aufrufe zu den damaligen Montagsmahnwachen und Hetze gegen Flüchtlinge, Muslime und das „Merkel-Regime“. Mit bis zu zwei Millionen Likes wurde die Seite die mit Abstand beliebteste deutsche Anonymous-Seite.
Ende März 2014 erschien dort als Video eine „Nachricht an die deutsche Bevölkerung“: Diese forderte die „Auflösung der BRD GmbH“, das Beenden einer „Vermännlichung der Frauen“, des „Multi-Kulti-Wahnsinns“, der „Chemtrails“, der „geistigen Manipulation durch [die] Medien“, der Macht von „Deumerika“, von übermächtigen Bankhäusern mit jüdischen Namen und der „Klimalüge“. Im April 2014 rief die Seite zum „Krieg“ gegen die „Propagandamedien“ auf. Seitennutzer überfluteten Internetseiten deutscher Medien wie Deutschlandfunk, ARD, Wirtschaftswoche und Spiegel Online tagelang mit identischen vorgefertigten Spam-Beiträgen: Sie seien korrupt und gelenkt, hätten wegen ihrer kritischen Berichte zum Krieg Russlands gegen die Ukraine „Blut an den Händen“ und ignorierten die Teilnehmerzahlen der Montagsmahnwachen. So etablierte Anonymous.Kollektiv den Pauschalvorwurf der „Lügenpresse“ und stellte sich als Alternative zu den „gleichgeschalteten“ „Mainstream-Medien“ dar. Damit gingen gezielte Angriffe auf Journalisten einher: Kurz nach einem Telefonat Christian Stöckers mit Rönsch veröffentlichte dessen Webseite Stöckers Telefonnummer; Daueranrufe blockierten seinen Anschluss. Ein auf der Seite verleumdeter MDR-Journalist erhielt Morddrohungen.
Als die online-Zeitschrift Vice darüber berichtete, forderte Rönschs Anwalt sie Ende März 2014 dazu auf, Rönsch nicht als Administrator von Anonymous.Kollektiv und Urheber der „Nachricht an die deutsche Bevölkerung“ zu bezeichnen. Dazu legte er eine Versicherung an Eides statt vor. 2015 kam es dazu zum Strafprozess gegen Vice. Dort bezeugte Lars Mährholz im Juli 2015, er wisse von Rönschs Tätigkeit bei Anonymous.Kollektiv nur vom Hörensagen. Dagegen erklärte das Netzwerk Anonymous, drei seiner Mitglieder und Rönsch hätten jene Facebookseite bis 2012 gemeinsam geführt. Nach einem internen Streit habe Rönsch die Seite allein übernommen und die übrigen drei als V-Personen und verdeckte Scientologen zu diskreditieren versucht. Weil diese Zeugen anonym bleiben wollten, gab das Gericht Rönsch Recht. Danach gaben weitere Medien zunächst ähnliche Unterlassungserklärungen wie Vice ab.
Seit der Annexion der Krim 2014 (Februar) verbreitete die Seite verschwörungstheoretischen Antiamerikanismus, stellte die etablierten Medien als staatlich gelenkt dar und verlinkte nur noch den russischen Sender RT DE und das Magazin Compact. Die Macher bekannten sich zu Russland unter Staatspräsident Wladimir Wladimirowitsch Putin, beschrieben die Ukraine als „faschistischen Staat“, die Bundesregierung als Marionette des internationalen Finanzkapitals und bezichtigten deutsche Medien der Kriegstreiberei. Sie schürten Angst vor einem dritten Weltkrieg, beschrieben die Aufnahme von Flüchtlingen als langfristig geplante Abschaffung Deutschlands und als „Umvolkung“.
Bis September 2014 unterstützte die Seite die Montagsmahnwachen und Ken Jebsen, stellte sich dann jedoch ohne erkennbaren Grund gegen den Mahnwachengründer Lars Mährholz. Ab Dezember 2014 unterstützte sie Pegida, behauptete später aber, diese Bewegung sei geheimdienstlich unterwandert, und unterstützte die Querfront-Gruppen Pegada und Endgame.
Am 16. Dezember 2014 luden die Betreiber ein Video hoch, das angebliche weltbeherrschende Verschwörungen (Rothschild-Zionismus, Impfung, Polizeistaat, Chemtrails, Club of Rome, Big Pharma, Satanismus) in Collagenform aneinanderreihte und erfolgreiche Hacker-Aktionen wie die zur Unterstützung von WikiLeaks und LulzSec als Eigenleistung ausgab. Dazu kündigten sie an, die Seite abzuschalten, weil ihre „Mission beendet“ und die „Deutschen erwacht“ seien. Die Seite blieb jedoch online.
Auch 2015 warb die Seite für Compact und nun auch für Björn Höcke, gab den Anschlag auf Charlie Hebdo (7. Januar 2015) am Folgetag als angebliche Geheimdiensttat im Interesse der USA aus, stellte die Flüchtlingskrise in Europa ab 2015 als „US-gesteuerte Flüchtlingsinvasion in Europa“ dar, verbreitete Hasskommentare gegen linksgerichtete Politiker und Geflüchtete, schürte Hass gegen Ausländer und stellte sie als systematische brutale Vergewaltiger deutscher Frauen und Kinder dar. Sie beschimpfte Geflüchtete als „Müll“ und Bundeskanzlerin Angela Merkel als „Zoneneule“ und „Schlepperkönigin“. Sie gab Großbritannien die Schuld am Zweiten Weltkrieg (Geschichtsrevisionismus) und propagierte die erste Strophe des Deutschlandlieds mit dem Anspruch auf die früheren Ostgebiete des Deutschen Reiches.
Ende August 2015 behaupteten der oder die Betreiber, eine staatlich finanzierte „Reisegruppe Antifa“ habe fremdenfeindliche Ausschreitungen in Heidenau (21. August 2015) inszeniert, um sie Rechten in die Schuhe zu schieben. Es seien viele weitere „linksextreme Gruppierungen mit Steuergeldern auf die Demo chauffiert“ worden. Als angebliche Belege verfälschten sie Medienberichte und Zitate daraus.
Infolge des Aufrufs des Anonymous-Netzwerks gegen den Islamischen Staat im November 2015 erhielt Anonymous.Kollektiv rasch 500.000 neue Anhänger. Viele davon hielten diese Facebookseite für eine echte Anonymousgruppe. Daraufhin distanzierte sich das Netzwerk und klärte mit der eigenen Internetseite anonymouskollektiv.tumblr.com über die Fälschung, deren Hintergründe und die mutmaßlichen Betreiber auf. Auch Der Spiegel,  das Netzwerk gegen Nazis und weitere Medien klärten über die Unterschiede der Seite zum Anonymous-Netzwerk auf. Im Gegenzug entfernten der oder die Betreiber Links auf solche Aufklärung, Widerlegung ihrer Falschmeldungen und Kritik von ihrer Webseite.
Im Januar 2016 verbreitete die Seite ein Video zum Fall Lisa: Darin behauptete eine Gruppe Araber, sie habe ein 13-jähriges deutsch-russisches Mädchen in Deutschland vergewaltigt. Russische Staatsmedien verbreiteten das Video, und Russlands Regierung beschuldigte die deutsche Polizei öffentlich, sie verdecke Verbrechen von Migranten zum Schaden für Russen im Ausland. In Deutschland veranlasste der Fall Proteste gegen die angebliche Vertuschung von Verbrechen von Migranten und Diskriminierung von Russen durch deutsche Behörden. Jedoch erwiesen sich die Vergewaltigungsgeschichte und das Video später als gefälscht. Die Bundesregierung sah die Fälschung als Versuch Russlands, Druck auf die deutsche Politik auszuüben und die Russen im Ausland zu polarisieren.
Am 27. Januar 2016, dem Tag des Gedenkens an die Opfer des Nationalsozialismus, verlinkte die Seite einen Clip, in dem der Holocaust verharmlost wurde.
Seit Anfang 2016 riefen mehrere Nutzerinitiativen mit Hashtag-Kampagnen (#fakeanonymous; We Watch Fake Anonymous) zum Melden der Seite bei den Plattformen Facebook und Twitter auf. Vom 5. Februar bis 8. März 2016 blieb die Seite inaktiv, wahrscheinlich weil die Facebookadministration sie wegen vieler gemeldeter Regelverstöße befristet gesperrt hatte. Kurz zuvor hatten der oder die Betreiber ein Pendant von Anonymous.kollektiv auf der russischen Plattform vk.com eröffnet, viele deutschsprachige Falschmeldungen auch oder nur dort veröffentlicht und dazu aufgerufen, jener russischen Seite zu folgen, um der angeblichen Zensur auf Facebook zu entgehen.
Im März 2016 stellte die Seite den Eisenbahnunfall von Bad Aibling ohne Beleg als Terroranschlag einer „rotgrünen Antifa“ dar. Ein beim Unglück getöteter Zugführer habe einer linksextremen Partei angehört und ein Selbstmordattentat verübt. Tausende Follower teilten den Beitrag.
Im Mai 2016 warb Anonymous.Kollektiv für den neuangemeldeten Onlineshop Migrantenschreck. Auf einem angeblichen Testvideo schoss ein Mann hinter einer Guy-Fawkes-Maske mit einer Waffe aus dem Shop auf eine Zielscheibe mit den Fotografien hochrangiger deutscher Politiker (Heiko Maas, Cem Özdemir, Claudia Roth, Angela Merkel und Joachim Gauck). Um eine Sperrung zu verhindern, war das Video auf der deutschen Facebookseite stets nur kurzzeitig aufrufbar oder verlinkt, auf vk.com dagegen ständig.
Der Verein Mimikama hatte bis dahin öfter kritisch über die Hetzseite berichtet, deren Fake News aufgedeckt und richtiggestellt. Am 20. Mai 2016 veröffentlichte der Focus Belege, die auf Rönsch als wahrscheinlichen Betreiber hinwiesen. Am 21. Mai 2016 bildete Anonymous.Kollektiv einen Kontoauszug ab, der angebliche Überweisungen des Spiegel, der ARD und von Vice Deutschland an Mimikama beweisen sollte. Der Auszug erwies sich jedoch schon durch Fehler in der Adresse als gefälscht.
Am selben Tag ging Anonymous.Kollektiv offline. Anfangs war unklar, ob der Betreiber die Seite gelöscht oder Facebook sie endgültig gesperrt hatte. Kurz darauf erschien auf einer neuen, gleichnamigen und ähnlichen Facebookseite die Erklärung: „Nachdem uns die von Lügen zehrende Systempresse […] in Gestalt von FOCUS Online diffamiert hat und unschuldige Bürgerrechtler mit Dreck bewirft, sind wir umgezogen.“ Am 23. Mai 2016 behaupteten der oder die Betreiber jedoch, man habe keine Verbindung zur ursprünglichen, nicht mehr abrufbaren Facebookseite. Später wurde bekannt, dass Facebook diese tatsächlich gelöscht hatte.

### „Anonymousnews.ru“
Nach der Löschung von Anonymous.Kollektiv ließ ein anonymer Nutzer unter dem fiktiven Namen Dana Kamrad mit falscher Adresse und Telefonnummer zunächst die Domain anonymousnews.de registrieren. Weitere Facebookseiten, die Hetze gegen Ausländer verbreiteten, verlinkten darauf. Als deren gemeinsamer Betreiber wurde Rönsch vermutet. Kurz darauf ging anonymousnews.de jedoch offline und zog auf das russische Netzwerk vk.com um. Dort drohten der oder die Betreiber: „Wer meint, dass wir uns durch Sperrung auf Facebook beeindrucken lassen oder gar davon abhalten lassen kritische Inhalte zu veröffentlichen, der irrt sich. (…) Unsere Kriegskasse ist dank zahlloser Unterstützer prall gefüllt. Wir können auch ohne Facebook und zwar sehr, sehr, sehr lange. Ideen und Ideale, liebe Blockwarte und Mietmäuler der Lügenpresse, sind kugelsicher.“
Am 23. Mai 2016 erschien auf vk.com die Seite Anonymousnews.ru. Deren Betreiber belegten ihre Verbindung zur Vorgängerseite mit einem Screenshot von Facebooks Abschaltungsnachricht an sie. Der Quellcode der neuen Seite enthielt das Wort „Maro“, ein mutmaßliches Akronym von „Mario Rönsch“. Wie ihre Vorgängerseite warb Anonymousnews anfangs für das Compact-Magazin, rief dazu auf, es zu abonnieren und teilte mit ihm Beiträge. Später zeigte die neue Seite eine E-Mail von Homilius an Rönsch vom 26. Mai 2016, deren Absender schrieb: „Die zwischenzeitliche Löschung Deiner Facebook-Seite ist für uns natürlich der Super-Gau, auch im Hinblick auf die ABO-Verkäufe.“
Anonymousnews verstand sich als „scharfes Schwert gegen die systematische Manipulation, Propaganda und Volksverdummung durch den (…) politisch-medialen Komplex“. Sie wuchs rasch, etablierte sich in der rechten Szene, verbreitete ebenfalls Falschmeldungen, Rassismus und Verschwörungstheorien, hetzte regelmäßig gegen „kriminelle Flüchtlinge“, warnte vor „vergewaltigenden Migrantenhorden“ und warb für den Onlineshop Migrantenschreck. Die Texte wurden teils aus anderen Medien kopiert, teils nachlässig verfasst.
Die Seite wurde vom Magazin Compact und vom Kopp Verlag finanziert, warb für deren Produkte und erhielt einen Teil der dadurch erzielten Verkaufserlöse. Später verschwanden die Werbelinks des Kopp Verlags. Die Betreiber behaupteten, Verleger Jochen Kopp habe deren Bezahlung beendet; dieser bestritt, je Newsletter der Seite finanziert zu haben.
Am 12. August 2016 behauptete ein Autor auf Anonymousnews, nach ihm zugespielten „brisanten Informationen“ hätten Leute aus dem „Dunstkreis“ von Elsässer und Homilius Hinweise auf unliebsame Personen an Strafverfolgungsbehörden weitergegeben. Compact sei ein „Konglomerat aus Denunzianten“, das Oppositionelle „gezielt ans Messer liefert“. Nur darum habe das Landeskriminalamt Berlin (LKA) „Ermittlungen gegen Oppositionelle“ aufnehmen können: „Aufgrund der politischen Verfolgung in der BRD lebe ich bereits seit geraumer Zeit im Ausland. Die Hinweise an das LKA Berlin seitens COMPACT, die insbesondere auch meinen Wohnsitz betrafen, zwangen mich, kurzfristig mit Frau und Kleinkind einen Umzug zu organisieren.“ Elsässer sei schon länger ein „Maulwurf des BRD-Regimes“: Das zeige seine Nähe zu Pegida-Chef Lutz Bachmann, den man schon als V-Mann bezeichnet habe. Zudem habe Elsässer einen Homosexuellen in Compact schreiben lassen und sei trotz mehrerer Aufrufe zu einem Militärputsch in Deutschland nicht in Isolationshaft verschwunden. Der Beitrag erwies die vorherige Zusammenarbeit des Webseitenbetreibers mit Compact und machte seine Identität mit Mario Rönsch wahrscheinlich, den polizeilich gesuchten Betreiber von Migrantenschreck.
Am 17. September 2016 erhielten die Compact-Abonnenten eine angeblich von Elsässer und Homilius abgesandte E-Mail, die unter dem Betreff „Wichtiger Hinweis: Ihre Familie ist in Gefahr! Schützen sie sich jetzt!“ für den Kauf von Waffen des Migrantenschreck-Shops warb. Eine zweite Mail verkündete die Absage der Compact-Jahreskonferenz. Am 18. September stellte sich Rönsch in einem wohl fingierten Interview mit Anonymousnews namentlich als Lieferant von „Insider“-Informationen vor. Er habe eine Weile die PR-Abteilung von Compact gemanagt und der verschuldeten Zeitschrift das Überleben gesichert. Nur durch sein Zutun habe sich das Blatt vom „rechten Schmuddelmagazin“ mit „trauriger“ Auflage zu einer „hippen Premiummarke“ entwickelt. Als Belege zeigte Anonymousnews Screenshots eines Kontoauszugs und einer „Vereinbarung COMPACT und Mario“ über 2.000 Euro pro Monat plus Boni. Irgendwann, so Rönsch weiter, habe er gemerkt, dass „irgendwas mit Elsässer nicht stimmt“, und angedroht, sein eigenes Printmagazin zu gründen. Daraufhin habe Elsässer der Polizei Rönschs Wohnsitz im Ausland und sogar einen zum Türöffnen notwendigen Zahlencode verraten. So wolle er sich wohl eines „potentiell gefährlichen Konkurrenten und Mitwissers“ entledigen. Elsässer sei ein feiger Demagoge, Behördenspitzel und eine „große Gefahr für die patriotische Bewegung“. Er sei bloß ein Opportunist ohne eigene politische Ziele, der die Pegidaproteste nur zum Verkauf seines Magazins benutze. Dazu würde er sich auch mit „20.000 Linksradikalen gemein machen, solange diese ihm eine Plattform bieten“. Außerdem schlage er unbeobachtet seine Frau. Rönsch rief Compact-Leser auf, ihr Abonnement zu kündigen.
Kurz darauf schrieb Elsässer an seine Kunden, die Mails stammten nicht von ihm selbst. Er würde nie zur Bewaffnung aufrufen. Die Aktion komme „offensichtlich aus dem Geheimdienstsumpf.“ Jemand führe einen „Infokrieg“ gegen Compact. Nachdem er bei Pegida vor „5.000 begeisterten Menschen“ geredet habe, versuche man nun, den „Sprecher des außerparlamentarischen Widerstandes“ zu beschädigen. Compact stehe unter „schwerem Beschuss“ und brauche Unterstützung, möglichst in Form neuer Abonnements. Die genauen Gründe für das Zerwürfnis zwischen Elsässer und Rönsch blieben unklar.
Kurz vor der Bundestagswahl 2017 gab Anonymousnews bekannt, dass die damalige AfD-Vorsitzende Frauke Petry eine Spaltung der AfD vorbereite. Dies legte enge Kontakte von Rönsch zum rechten AfD-Flügel nahe.
Am 11. November 2017 stellte die Seite einen syrischen Journalisten, der das Hamburger Magazin Flüchtling gegründet hatte, fälschlich als Sexualstraftäter und Tierquäler dar und bedrohte ihn so. Der Beitrag wurde zehntausendfach verbreitet.
Nach Eigenangaben wurde die Seite 2017 mehr als 13 Millionen Mal aufgerufen und von fast 4,5 Millionen Menschen besucht. Im Februar 2018 erzielte die Seite mehr Facebook-Interaktionen als Tagesschau.de oder heute. Für März 2018 rechnete der Analysedienst SimilarWeb mit mehr als 1,4 Millionen Besuchen. Damals verknüpfte die Seite Hetze gegen Geflüchtete mit Antisemitismus. So behauptet ihre Newsletter, Flüchtlinge erhielten „Luxus-Häuser“ und „die Juden“ übernähmen die Macht im Kanzleramt. Eine Meldung lobte eine Körperverletzung an der prominenten Linken Jutta Ditfurth als „Zivilcourage gegen Linksextremismus“.
Nach der Festnahme von Rönsch im März 2018 wurde anonymousnews.ru weiter betrieben, ohne seinen Fall zu erwähnen. Bis Dezember 2018 bewarb die Seite fast täglich vom Verlag J. K. Fischer vertriebene Publikationen, darunter welche aus dem Kopp Verlag. Dies deutete auf eine neue Mitfinanzierung der Seite hin. Ende 2019 stellte die Fraktion Die Linke im Bundestag eine parlamentarische Anfrage zum aktuellen Stand der Ermittlungen gegen die Seitenbetreiber und zu Rönschs möglicher Beteiligung. Die Bundesregierung antwortete im Juni 2020, sie habe keinerlei Kenntnis von den aktuellen Betreibern, Anbietern, Autoren, sonstigen Mitwirkenden, vom Serverstandort der Seite und Ermittlungsstand dazu.

## Waffenhändler
Anfang Mai 2016 meldete ein Mario Roensch den Onlineshop „Migrantenschreck“ an und gab als Adresse die von Mario Rönsch in Erfurt an. In den Folgewochen zog die neuangemeldete Seite auf andere Server um (migrantenschreck.ru, migrantenschreck.com). Die Facebookseite Anonymous.Kollektiv bewarb diese intensiv. Die Zeitschrift Focus berichtete am 20. Mai 2016, ihr lägen schriftliche Zeugenaussagen vor, dass Rönsch beide Webseiten betreibe. Daraufhin veröffentlichte Anonymous.Kollektiv kurzzeitig die private Handynummer des Focus-Autors und setzte diesen damit Telefonterror aus.
Laut Unternehmensregister nannte die Betreiberfirma sich Deutsch-Ungarische Handels- und Vertriebsgesellschaft mbH (ungarisch: Német-Magyar Kereskedelmi és Értékesítési Kft) und ihr Geschäft „Sicherheitssystem-Dienstleistungen“ mit „anderenorts nicht klassifizierten“ Waren. Sie wurde mit einem Eigenkapital von rund 10.000 Euro gegründet. Im Melderegister war Mario Rönsch als alleiniger Eigentümer und zeichnungsberechtigter Geschäftsführer sowie seine ungarische Steuernummer, Firmen- und Privatadresse angegeben. Seine Firma lieferte die Waffen per Post, zur Umgehung von Zollkontrollen wahrscheinlich auf dem Landweg. Die Transportfirmen wurden nicht wie vorgeschrieben auf die gefährliche Ware hingewiesen. Der Waffenhersteller, die Firma Keserű Művek Fegyvergyár Kft, verwies mehrsprachig darauf, dass jeder Exporteur sich über die Gesetzeslage im Importland informieren müsse.
Im Angebot hatte Migrantenschreck zunächst drei Schreckschusspistolen, ein Gewehr, dazugehörige Munition und Silikon-Gel mit Paketpreisen zwischen 299 und 749 Euro (etwa dreimal so teuer wie die eingekauften Produkte). Die Namen („Migrantenschreck MS60 Professional“, „Antifaschreck AS125“) und Produktbeschreibungen richteten sich gezielt an „besorgte Bürger“ und riefen sie mit Begleittexten zu Gewalt gegen Linke, Geflüchtete und Ausländer auf: „Werden Sie öffentlich in den Dreck gezogen, weil Ihre Meinung nicht systemkonform genug ist? Lassen Sie sich derlei Frechheiten nicht länger bieten! Machen Sie Ihrem Ärger Luft und nutzen Sie den Antifaschreck AS125 als Meinungsverstärker“. „Ob Ficki-Ficki-Fachkraft oder Hobbydieb — der MS55 Lady jagt jedem Schurken einen gehörigen Schrecken ein! …“ Versprochen wurde ein „diskreter“ Einkauf „ohne lästige bürokratische Hürden“. Allerdings war keine anonyme Bestellung möglich. Der Zusatzname „Bautzen Edition“ für das doppelläufige Gewehr „Migrantenschreck DP120“ spielte auf Gewalt gegen Geflüchtete in Bautzen an. Die Produktbeschreibung versprach „bis zu 3 massive Hartgummigeschosse mit brachialen 120 Joule Mündungsenergie“. Der Shop warb offen dafür, diese Waffen gegen Geflüchtete einzusetzen („60 Joule Mündungsenergie strecken jeden Asylforderer nieder“). Er rief seine Kunden auf: „Wenn Sie sich nicht gefallen lassen wollen, dass Ihre Stadt zum gesetzlosen Tummelplatz von Asylforderern wird, wenn Sie Ihre Frauen schützen und Ihre Fußgängerzonen zugänglich halten wollen - dann handeln Sie jetzt!“ Für das „Präzisionsgewehr Deluxe“ lautete der Werbetext: „Brachiale 140 Joule Mündungsenergie befördern die 19,3 mm Hartgummigeschosse ohne Umwege ins Ziel und lassen jeden Angreifer alt aussehen“. Damit wurden mögliche tödliche Verletzungen in Kauf genommen oder begrüßt. Kunden aus zwölf Staaten, darunter Hunderte Deutsche, bestellten über diesen Onlineshop Gewehre, Pistolen, Revolver und Munition.
Die Hartgummimunition kann schon bei 7,5 Joule Mündungsenergie schwere bis tödliche Verletzungen verursachen. In Deutschland sind der Erwerb und Besitz solcher Softairwaffen mit Mündungsenergie von mehr als 7,5 Joule ohne Waffenbesitzkarte verboten. Auf der Seite Migrantenschreck war keine Erlaubnis zum Waffenhandel dargelegt. Der Verband Deutscher Büchsenmacher und Waffenfachhändler (VDB) ließ eine Pistole aus deren Angebot testen und stellte fest, dass die Plastikkugeln zentimetertief in menschliche Haut eindringen und schwere Verletzungen erzeugen. Darum erstattete der Rechtsanwalt Jürgen Kasek am 1. Juni 2016 Strafanzeige gegen den Betreiber des Onlineshops; er verdächtigte Mario Rönsch.
Zur Webseite gehörte ein Blog, der Straftaten von Geflüchteten aufgriff oder erfand und dazu Epoch Times oder die Junge Freiheit zitierte. Er fasste Aussagen der damaligen AfD-Chefin Frauke Petry für ein entschärftes Waffenrecht so zusammen: „Staat hat Gewaltmonopol verloren - Bürger sollen sich bewaffnen“. Der Blog warb für den Kopp Verlag und Elsässers Compact-Magazin. Falschbehauptungen des Blogs zu Flüchtlingsverbrechen trat die Seite Hoaxmap entgegen.
Am 11. und 12. Juni 2016 verschickte Migrantenschreck Werbemails an Kunden von Compact, die den Kauf einer in Deutschland verbotenen Waffe für Hartgummigeschosse empfahlen, um sich gegen „Erlebnisse der orientalischen Art“ zu wappnen und auf „soziale Unruhen“ vorzubereiten. Eine der Mails verwies auf anonymousnews.ru und wiederholte deren Drohung: „Unsere Kriegskasse ist dank zahlloser Unterstützer prall gefüllt. Wir können auch ohne Facebook und zwar sehr, sehr, sehr lange. Ideen und Ideale, liebe Blockwarte und Mietmäuler der Lügenpresse, sind kugelsicher. Erwartet uns!“
Im August 2016 nannte das Impressum von Migrantenschreck die Adresse von Mimikama. Dessen Mitarbeiter und ihre Familien erhielten daraufhin zahlreiche Drohungen und erwogen, ihre Webseite einzustellen. Die Bundesprüfstelle für jugendgefährdende Medien stufte Migrantenschreck am 29. September 2016 als „offensichtlich“ jugendgefährdend und volksverhetzend ein: Dort werde „die Gruppe der Flüchtlinge pauschal verächtlich gemacht und implizit zur Gewaltanwendung gegen diese Gruppe aufgerufen“. Die BpjM indizierte die Seite und stellte Strafanzeige. Staatsanwaltschaften, die keine Seitenbetreiber ermitteln konnten, reichten den Fall weiter. Die Staatsanwaltschaft Berlin ermittelte primär wegen illegalen Waffenhandels, die Staatsanwaltschaft Konstanz gegen mutmaßliche Kunden des Onlineshops. Trotz Indizierung blieb die Seite bei gängigen Suchmaschinen aufrufbar.
Im Oktober 2016 entdeckte ein Aktivist die Datenbank der Bestellungen, Käufer und Umsätze von Migrantenschreck, die Rönsch unverschlüsselt ins Netz gestellt hatte. Der Entdecker gab sie an die Staatsschutzabteilung des LKA Berlin und einige Medien weiter. Als Reaktion stellte anonymousnews.ru die Zollfahndung als „Pogrom gegen Migrantenschreck-Kunden“ dar, behauptete, zwei Vertreter von Mimikama seien als Hacker und Denunzianten dafür verantwortlich, und veröffentlichte deren Adressen. So rief die Seite ihre Anhänger und die Waffenkäufer indirekt zu Racheaktionen auf.
Die Wochenzeitung Die Zeit erhielt die Daten von bis dahin 198 Kunden des Shops. Darunter waren meist strafrechtlich und politisch nicht aufgefallene deutsche Bürger (Ärzte, Autohändler, Bankkundenbetreuer, Computerfachleute, Doktoranden, Erzieher, Familienunternehmer, Landvermesser, Lokalpolitiker, Physiker, Steuerberater, Zierfisch-Züchter) sowie vier AfD-Lokalpolitiker, ein „Reichsbürger“, ein Mitglied der rechtsextremen Bürgerbewegung pro Deutschland und ein pensionierter Hamburger Richter. Sie investierten jeweils von 350 bis zu 4000 Euro. Als Kaufmotive nannten einige auf Nachfrage Angst vor Ausländern. Rönsch erklärte der Zeit, er tue nichts Unerlaubtes. Als weiteres Produkt bewarb sein Shop nun eine Armbrust als „absolut tödliche Waffe“. Auch Frontal21, der Vorwärts, der Blick nach Rechts und weitere Medien berichteten über den Shop und seine Kunden.
Journalisten von Zeit Online, SZ und Motherboard.vice besuchten zwölf deutsche Kunden des Shops, darunter einen ehemaligen Polizisten, eine alleinerziehende Mutter, die noch nie schlechte Erfahrungen mit Geflüchteten hatte, und einen Kfz-Mechaniker. Dieser sprach von einer „Invasion der Migranten“, warnte vor einem „Bürgerkrieg“ und erklärte: „Ich will ja keine Flüchtlinge töten. Es geht um einen Denkzettel.“
Auch Verfassungsschützer in Ungarn, Österreich und der Schweiz ermittelten nun gegen Rönsch und seine Kunden. Am 24. Januar 2017 durchsuchten rund 400 deutsche Zollfahnder 29 Wohnungen und Geschäftsräume von Migrantenschreck-Kunden in elf Bundesländern. Dabei fanden sie 42 illegale Waffen und leiteten Strafverfahren gegen deren Käufer ein. Zu diesen gehörten vier AfD-Politiker, Ärzte, Programmierer, Autohändler, Bankkundenbetreuer und ein pensionierter Richter. Auch der Verfassungsschutz in Österreich begann nun, zu Kunden des Shops zu ermitteln. Rund 300 illegale Waffen hatte Rönsch bis dahin verkauft. Bestellungen für mehr als 150.000 Euro waren bei dem Onlineshop eingegangen. Nun erst bestätigte das LKA Berlin die Gefährlichkeit der Waffen, hatte bis Februar 2017 nach Angaben ungarischer Behörden aber noch keine Amtshilfe in Ungarn beantragt und keinen Haftbefehl gegen Rönsch ausgestellt.
Im Februar 2017 verschwand dessen Onlineshop „Migrantenschreck“ aus dem Internet. Im Juli 2017 erschien ein „Patriotenshop“ mit gleicher optischer Aufmachung und Kundenwerbung. Der angegebene Sitz in Zürich und tatsächliche Verkäufe waren bis dahin unbelegt. Nach Angaben der Berliner Staatsanwältin Susann Wettley verkaufte er zwischen seiner Flucht und Festnahme (Januar 2016 bis März 2018) Waffen im Wert von mehr als 100.000 Euro, darunter 193 Mal an Deutsche. Die Waffenverkäufe hätten ein „erschreckendes Ausmaß“ und hunderte „scheinbar unbescholtene Bürger“ erreicht. Den deutschen Kunden drohten Geldstrafen oder bis zu fünf Jahre Haft wegen Verstoßes gegen das deutsche Waffengesetz. Am 13. Juli 2017 stellten die Zollfahndungsämter von Berlin-Brandenburg und Dresden bei 15 weiteren deutschen Kunden des Onlineshops, darunter drei Frauen, insgesamt 13 weitere dort gekaufte illegale Schusswaffen sicher, zudem zehn weitere verbotene Waffen. Diesen Personen drohten Geldstrafen oder Freiheitsstrafen von bis zu zwei Jahren.
So kaufte zum Beispiel ein Arzt aus Wehrsdorf (Lausitz, Sachsen) im Juli 2017 zwei Revolver namens „Antifaschreck“ mitsamt Munition beim Onlineshop. Im Januar 2018 wurde er am Amtsgericht Bautzen wegen Verstoßes gegen das Waffengesetz angeklagt. Dort behauptete er, er habe die rassistische Hetze auf der Shopwebseite nicht bemerkt und habe nichts gegen Ausländer. Er habe die Waffen für ein „reines Spielzeug“ gehalten und für einen unterhaltsamen Spaß bei einer Geburtstagsparty bestellt. Er besaß einen Waffenschein und war seit Jahren Mitglied in zwei Schützenvereinen. Der Amtsrichter hielt seine Erklärung für plausibel und stellte das Verfahren gegen eine Spendenauflage von 5.000 Euro an die kriminalpräventive Gesellschaft „Bürger und Polizei“ in Bautzen ein.
Die Amadeu Antonio Stiftung erklärte diesen Waffenhandel als Zeichen der seit 2015 sprunghaft gestiegenen Gewaltbereitschaft in der rechtsextremen Szene gegen Geflüchtete, Migranten, engagierte Demokraten und Politiker. Die Szene bereite sich auch mit illegalen Waffen auf einen „Rassenkrieg“ vor, den ihre Publikationen häufig beschworen. Rönsch gehöre zur Thüringer Neonazi-Szene, die spätestens durch die Terrorgruppe Nationalsozialistischer Untergrund als besonders brutal bekannt sei und nicht unterschätzt werden dürfe.

## Fahndung, Festnahme, Auslieferung
Im Januar 2016 stellte der Bundestagsabgeordnete Volker Beck Strafanzeige gegen den Betreiber von Anonymous.Kollektiv wegen Beleidigung, Bedrohung und des Aufrufs zu Straftaten. Beck gab der Polizei Hinweise auf Rönsch, den er für den Betreiber hielt. Die Staatsanwaltschaft Erfurt schrieb Rönsch daraufhin zur Fahndung aus, stellte das Verfahren jedoch im Mai 2016 ein, da er nicht mehr in Erfurt gemeldet und unauffindbar war.
Auch weitere deutsche Staatsanwaltschaften, die Rönsch seit Anfang 2016 wegen verschiedener Strafanzeigen (Beleidigung, Volksverhetzung) gesucht hatten, stellten ihre Ermittlungen nach seinem Untertauchen ein. Nach Angaben des Bundesinnenministeriums vom Juni 2016 kannte das Bundeskriminalamt jedoch seit April 2016 seine Wohnadresse in Ungarn, noch bevor der Onlineshop Migrantenschreck an den Start ging. Warum die Ermittler diese Information nicht erhielten und Rönsch erst mehr als zwei Jahre später festgenommen wurde, blieb unklar.
Nach weiteren Strafanzeigen erklärte die Staatsanwaltschaft Erfurt Anfang Juni 2016, man fahnde nach einem Erfurter namens Mario Rönsch wegen des Verdachts auf Betrug, Volksverhetzung und Aufrufen zu Straftaten im Zusammenhang mit Webseiten. Man halte ihn für den möglichen Autor von Einträgen auf jener Seite. Nachdem die Ermittler im Oktober 2016 die Kundendaten des Onlineshops erhalten hatten, sagte ein leitender Compact-Mitarbeiter beim LKA Berlin gegen Rönsch aus. Im November 2016 erhielten die Süddeutsche Zeitung (SZ), Vice.com und der FDP-Politiker Tobias Huch einen Screenshot aus dem internen Administratorenbereich der Facebookseite Anonymous.Kollektiv, der drei Namen aufführte: einen „Mario Roensch“, einen „Chris Heller“, laut Facebookprofil Sänger und Manager der Rechtsrockband Bakudan aus Erfurt, und „Kai Homilius“, den damaligen Verleger von Compact. Laut einem weiteren Screenshot waren derselbe Facebookbenutzer „Mario Roensch“ als „Werbetreibender“ und „Kai Homilius“ auch am Facebookauftritt von Compact beteiligt. Der anonyme Informant bewies seinen Einblick in die internen Daten gegenüber den Empfängern. Facebook und die genannten Personen dagegen lehnten eine Bestätigung ab. Tobias Huch stellte Strafanzeige gegen Rönsch. Nach Huchs späteren Angaben trug seine Anzeige entscheidend dazu bei, Rönsch als Betreiber von Anonymousnews zu enttarnen.
Die Staatsanwaltschaft Erfurt und gemeinsam recherchierende Journalisten von Vice, NDR, WDR und SZ hielten Rönsch für einen oder den Betreiber aller drei Webseiten. Dafür sprächen viele Indizien wie Aussagen von Weggefährten, E-Mails, die internen Screenshots von Anonymous.Kollektiv und die Registrierungsdaten von Migrantenschreck. Er hielt sich seit Anfang 2016 in Ungarn auf, wohnte unter wechselnden Adressen in Budapest und bezog dort mit seiner Freundin eine herrschaftliche Wohnung. Er besaß nach Angaben der Staatsanwaltschaft mehrere Grundstücke und Wohnungen in Ungarn und verdiente während der Fahndung an Waffenverkäufen. Seit November 2016 kannten die deutschen Ermittler seinen Aufenthaltsort und betrachteten ein von ihm gepostetes Foto mit dem Kommentar „Viele Grüße aus Jalta! Merkel: Fuck u!“ als Ablenkungsversuch. Da seine Waffenverkäufe nach ungarischem Recht legal waren, nahmen die ungarischen Behörden ihn nicht fest; der Verdacht auf Volksverhetzung nach deutschem Recht reichte ihnen nicht aus. Erst als die deutschen Ermittler den Verdacht auf doppelte Buchführung zum Verschleiern illegaler Einkünfte aus dem Waffenverkauf und Geldwäsche belegen konnten, ließen Ungarns Behörden Rönsch observieren. Am 28. März 2018 nahmen die ungarische Terrorelhárítási Központ (TÉK) und Beamte des LKA Berlin ihn in Budapest fest. Seine Auslieferung an Deutschland und eine Anklage wegen illegalen Waffenhandels wurden erwartet. Dabei war ihm laut Staatsanwaltschaft die „hohe Energieleistung und die damit einhergehende Gefährlichkeit“ der verkauften Waffen bewusst. Eine weitere Anklage wegen Volksverhetzung wurde erwogen. Die ungarischen Behörden bewilligten den deutschen Auslieferungsantrag für Rönsch. Dieser legte Beschwerde dagegen ein. Am 28. Juni 2018 wurde er nach Berlin gebracht.

## Strafprozess
Am 14. August 2018 erhob die Generalstaatsanwaltschaft Berlin Anklage gegen Rönsch wegen illegalen Waffenverkaufs in rund 200 Fällen. Der Verkaufserlös von mehr als 100.000 Euro wurde vorläufig beschlagnahmt und sollte eingezogen werden. Die Anklage hielt weitere Internetseiten des Betreibers von „Migrantenschreck“ für strafrechtlich relevant und ermittelte gesondert gegen die Waffenkäufer.
Am 28. November 2018 begann der Strafprozess gegen Rönsch vor dem Landgericht Berlin. Weil Ungarn ihn nur wegen Waffenhandels ausgeliefert hatte, wurde dieser Straftatbestand zunächst gesondert verhandelt. Laut Staatsanwältin Susann Wettley war er Anfang 2016 untergetaucht, nach Ungarn geflohen, hatte dort den Onlineshop „Migrantenschreck“ aufgebaut und darüber von Mai 2016 bis Ende Januar 2017 illegal 193 Waffen im Gesamtwert von rund 100.000 Euro nach Deutschland versandt. Dabei sei ihm die dortige Illegalität der Waffen, deren hohe Energieleistung und mögliche tödliche Verletzungsgefahr klar gewesen. Er sei sowohl rechter Überzeugungstäter als auch Geschäftemacher und habe eine Ideologie und die Angst vor Flüchtlingen für seinen Profit genutzt. Dabei zog die Anklage auch die Werbung, Blogposts und „Produkttest“-Videos der Webseite Migrantenschreck.ru heran. Die Staatsanwaltschaft bestätigte anhand von Bankdaten Medienberichte, wonach Rönsch seit Anfang 2015 für Jürgen Elsässers Magazin Compact gearbeitet, zuletzt dessen Online-Marketing geleitet und weit über 50.000 Euro dafür erhalten hatte. Auch der Kopp Verlag hatte fünfstellige Summen auf sein Schweizer Konto überwiesen. Er hatte laut Ermittlern von 2016 bis zur Festnahme keine anderen Einnahmequellen gehabt.
Rönsch räumte den Versandhandel der Waffen ein, betonte aber, er habe die Erlöse legal versteuert. Er sei nicht vor Strafverfolgung geflohen, sondern zu seiner Verlobten nach Ungarn ausgewandert. Er habe die Waffen im Glauben verkauft, sich nicht strafbar zu machen, weil ihm ein ungarischer Anwalt dies bestätigt habe und die verkauften Produkte in Ungarn als Alarm- und Signalgeräte erlaubt gewesen seien.
Der Richter verurteilte ihn am 18. Dezember 2018 zu 34 Monaten Freiheitsstrafe: Er habe von Mai bis November 2016 gewerbsmäßig mindestens 167 Schusswaffen für Hartgummimunition illegal von Ungarn nach Deutschland verkauft, im Wissen, dass Verkauf und Transport dorthin erlaubnispflichtig waren, und dies „perfide beworben“. Sein Geständnis sei nicht „von Einsicht und Reue getragen“. Der Gewinn von rund 99.133 Euro sei einzuziehen. Ein Rechtsmediziner hatte die mögliche tödliche Wirkung der Gummiprojektile belegt. Rönsch wurde mit Meldeauflagen aus der Untersuchungshaft entlassen und wollte bis zur Rechtskraft des Urteils nach Erfurt ziehen. Der Richter blieb vier Monate unter dem von der Staatsanwältin beantragten Strafmaß. Diese hatte Rönsch auch Aufstachelung zum Hass gegen Flüchtlinge vorgeworfen. Der Bundesgerichtshof verwarf den Revisionsantrag der Verteidigung am 27. August 2019. Damit wurde das Urteil des Landgerichts Berlin rechtskräftig: Rönsch musste die Haftstrafe von 34 Monaten antreten.
Die Hetzseite Anonymous.Kollektiv, die oft für den Waffenonlineshop geworben hatte, war nicht Gegenstand des Verfahrens. Jedoch ermittelte die Berliner Staatsanwaltschaft weiter auch wegen Volksverhetzung gegen Rönsch; ein zweiter Prozess gegen ihn wurde erwartet. Nach Razzien von Zollfahndern liefen zudem mehrere Ermittlungs- und einige Strafverfahren gegen Kunden seines Onlinehandels. Er hatte auch Bestellungen aus Russland, Österreich, Spanien und der Schweiz.